# This Is Boston, Not L.A.
This Is Boston, Not L.A. è una compilation hardcore punk pubblicata nel 1982.
La compilation non è stata pensata per "insultare" Los Angeles ma per incoraggiare altri artisti della scena di Boston a seguire le orme delle band di questa città, non di altre come quella californiana.

## Tracce
1. Straight Jacket - 0:28 (Jerry's Kids)
2. Uncontrollable – 0:51 (Jerry's Kids)
3. Wired – 1:22 (Jerry's Kids)
4. Desperate - 1:17 (Jerry's Kids)
5. Pressure - 1:26 (Jerry's Kids)
6. I Don't Wanna - 1:25 (Jerry's Kids)
7. Options - 2:01 (The Proletariat)
8. Religion Is the Opium of the Masses - 2:14 (The Proletariat)
9. Allegiance - 1:38 (The Proletariat)
10. Angel - 1:07 (The Groinoids)
11. Preskool Dropout - 1:32 (The F.U.'s)
12. Radio Unix USA - 1:01 (The F.U.'s)
13. Green Beret - 1:38 (The F.U.'s)
14. Time Is Money - 0:21 (The F.U.'s)
15. Snob - 0:27 (Gang Green)
16. Lie Lie - 0:36 (Gang Green)
17. I Don't Know - 1:03 (Gang Green)
18. Rabies - 1:27 (Gang Green)
19. Narrow Mind - 0:44 (Gang Green)
20. Kill a Commie - 1:08 (Gang Green)
21. Have Fun - 0:54 (Gang Green)
22. Slam - 1:30 (The Decadence)
23. Broken Bones - 1:32 (The Freeze)
24. Idiots at Happy Hour - 0:59 (The Freeze)
25. Now or Never - 0:39 (The Freeze)
26. Sacrifice Not Suicide - 1:08 (The Freeze)
27. It's Only Alcohol - 1:23 (The Freeze)
28. Trouble If You Hide - 2:46 (The Freeze)
29. Time Bomb - 1:57 (The Freeze)
30. This Is Boston, Not L.A. - 0:25 (The Freeze)
31. Selfish - 1:47 (Gang Green)
32. Empty Skull - 1:20 (The Groinoids)
33. Voodoo Economics - 2:49 (The Proletariat)
34. Machine Gun - 1:20 (Jerry's Kids)
35. Ceta Sucks - 0:59 (The F.U.'s)
36. Refrigerator Heaven - 8:19 (The Freeze)